# Каннський кінофестиваль 1964
17-й Каннський міжнародний кінофестиваль відбувся з 29 квітня по 14 травня у Каннах, Франція. З цього року головний приз фестивалю — Золоту пальмову гілку — було перейменовано на Гран-прі Міжнародного кінофестивалю. Назва нагороди залишалася у використанні до 1974 року, після чого вона знову стала Золотою пальмовою гілкою.
У конкурсі було представлено 25 повнометражних фільмів та 22 короткометражки. Фестиваль відкрито показом стрічки «Сто тисяч доларів на сонці» режисера Анрі Вернея..

## Журі
- Фріц Ланг — Голова журі,  ФРН
- Шарль Буає, віце-голова,  Франція
- Хоакін Кальво Сотело,  Іспанія
- Рене Клеман,  Франція
- Жан-Жак Готьє, журналіст,  Франція
- Олександр Караганов, критик,  СРСР
- Лоренс Мармстедт,  Швеція
- Женев'єва Паж,  Франція
- Рауль Плокен,  Франція
- Артур Шлезінгер,  США
- Вера Вольман, журналіст,  Франція

Конкурсу короткометражних фільмів
- Жан-Жак Лангепен, голова журі,  Франція
- Іржі Брдечка,  Чехословаччина
- Робер Менегоз,  Франція
- Губерт Зеггельке,  ФРН
- Алекс Зайлер,  Швейцарія

## Фільми-учасники конкурсної програми
Повнометражні фільми
| Фільм                        | Назва мовою оригіналу                       | Режисер                          | Країна                 |
| ---------------------------- | ------------------------------------------- | -------------------------------- | ---------------------- |
| Білий караван                | თეთრი ქარავანი / Tetri karavani             | Ельдар Шенгелая та Тамаз Меліава | СРСР                   |
| Візит                        | The Visit                                   | Бернгард Віккі                   | США Франція ФРН Італія |
| Воронячий квартал            | Kvarteret Korpen                            | Бу Відерберг                     | Швеція                 |
| Дівчина в траурі             | La niña de luto                             | Мануель Саммерс                  | Іспанія                |
| Дозвольте мені жити          | Mujhe Jeene Do                              | Моні Бхаттачарджи                | Індія                  |
| Жайворонок                   | Pacsirta                                    | Ласло Раноді                     | Угорщина               |
| Жінка-мавпа                  | La donna scimmia                            | Марко Феррері                    | Італія Франція         |
| Жінка в пісках               | 砂の女 / Suna no onna                       | Хіросі Тесігахара                | Японія                 |
| Згублені життя               | Vidas Secas                                 | Нелсон Перейра душ Сантуш        | Бразилія               |
| Крик                         | Krik                                        | Яроміл Йіреш                     | Чехословаччина         |
| Минулої ночі                 | الليلة الأخيرة / El laila el akhira         | Камаль ель Шейх                  | Єгипет                 |
| Ніжна шкіра                  | La Peau Douce                               | Франсуа Трюффо                   | Франція Португалія     |
| Пасажирка                    | Pasażerka                                   | Анджей Мунк                      | Польща                 |
| Пожирач гарбузів             | The Pumpkin Eater                           | Джек Клейтон                     | Велика Британія        |
| Раз картопля, два картопля   | One Potato, Two Potato                      | Ларрі Пірс                       | США                    |
| Самостійно через Тихий океан | 太平洋ひとりぼっち / Taiheiyo hitori-botchi | Кон Ітікава                      | Японія                 |
| Світ Генрі Орієнта           | The World of Henry Orient                   | Джордж Рой Гілл                  | США                    |
| Спокушена і покинута         | Sedotta e abbandonata                       | П'єтро Джермі                    | Італія                 |
| Спочатку я                   | Primero yo                                  | Фернандо Айяла                   | Аргентина              |
| Сто тисяч доларів на сонці*  | Cent mille dollars au soleil                | Анрі Верней                      | Франція Італія         |
| Убита з Беверлі Гіллз        | Die Tote von Beverly Hills                  | Михаель Пфлегар                  | ФРН                    |
| Червоні ліхтарі              | Τα κόκκινα φανάρια                          | Васіліс Георгіадіс               | Греція                 |
| Чорний Бог, Білий Диявол     | Deus e o Diabo na Terra do Sol              | Глаубер Роша                     | Бразилія               |
| Шербурзькі парасольки**      | Les Parapluies de Cherbourg                 | Жак Демі                         | Франція ФРН            |
| Я простую Москвою            | Я шагаю по Москве                           | Георгій Данелія                  | СРСР                   |

* = Фільм відкриття фестивалю 
** = Гран-прі

## Фільми позаконкурсної програми
- Білі голоси / Le voci bianche, режисери Паскуале Феста Кампаніле та Массімо Франчоза,  Франція,  Італія
- Скопле 1963 (документальний) / Skoplje '63, режисер Велько Булаїч,  СФРЮ
- Падіння Римській імперії / The Fall of the Roman Empire, режисер Ентоні Манн,  США

## Нагороди
- Гран-прі: Шербурзькі парасольки, режисер Жак Демі
- Приз журі: Жінка в пісках, режисер Хіросі Тесігахара
- Приз за найкращу чоловічу роль:
  - Антал Пагер — Жайворонок
  - Саро Урці — Спокушена і покинута
- Приз за найкращу жіночу роль:
  - Барбара Баррі — Раз картопля, два картопля
  - Енн Бенкрофт — Пожирач гарбузів
- Гран-прі за найкращий короткометражний фільм:
  - Солодощі з села, реж. Франсуа Рейшенбах
  - Ціна Перемоги, реж. Нобуко Шибуйя
- Особлива згадка: Пасажирка
- Технічний гран-прі:
  - Шербурзькі парасольки, режисер Жак Демі
  - Убита з Беверлі Гіллз, режисер Михаэль Пфлегар
- Приз ФІПРЕССІ: Пасажирка, режисер Анджей Мунк
- Приз Міжнародної Католицької організації в царині кіно (OCIC) :
  - Шербурзькі парасольки, режисер Міхаель Пфлегар
  - Згублені життя, режисер Нелсон Перейра душ Сантуш